# Lista vicepreședinților de state din anul 2016
Lista vicepreședinților în anul 2016 se bazează pe Lista statelor lumii și pe Lista de teritorii dependente, așa cum sunt ele cunoscute de la 1 ianuarie 2016 pâna la 31 decembrie 2016.
Gruparea acestora s-a făcut pe baza statutului entitătii pe care o reprezintă după cim urmează State independente recunoscute cvasigeneral, State independente recunoscute parțial de comunitatea internațională, State independente nerecunoscute, Teritorii nesuverane și Guverne alternative și / sau în exil. Vicepreședintele (numele oficial al funcției poate diferi de la stat la stat conform uzanțelor naționale) este  personalitate politică a cărui primă funcție este de a înlocui președintele  atunci când acesta este absent, demisionat, decedat sau nu este disponibil pentru a-și Indplini atribuțiile indiferent din ce motiv. Pot avea vicepreședinți și teritoriile autonome dependente.

## State independente recunoscute cvasigeneral
| Statul                     | Funcția                                                                                                | Numele | Începând cu        |
| -------------------------- | --- | --- | ------------------ |
| Afganistan                 | Primul vicepreședinte                                                                                  | Abdul Rashid Dostum | 29 septembrie 2014 |
| Afganistan                 | Al doilea vicepreședinte                                                                               | Sarwar Danish | 29 septembrie 2014 |
| Africa de Sud              | Președinte adjunct                                                                                     | Cyril Ramaphosa | 26 mai 2014        |
| Angola                     | Vicepresedinte                                                                                         | Manuel Vicente | 26 septembrie 2012 |
| Argentina                  | Vicepreședinte                                                                                         | Gabriela Michetti | 10 decembrie 2015  |
| Azerbaidjan                | Prim vicepreședinte                                                                                    | funcție vacantă | 26 septembrie 2016 |
| Birmania                   | Vicepresedinți (succesivi)                                                                             | Myint Swe | 30 martie 2016     |
| Birmania                   | Vicepresedinți (succesivi)                                                                             | Sai Mauk Kham | 1 iulie 2012       |
| Birmania                   | Vicepresedinți (succesivi)                                                                             | Henry Van Thio | 30 martie 2016     |
| Birmania                   | Vicepresedinți (succesivi)                                                                             | Nyan Tun | 15 august 2012     |
| Birmania                   | Vicepresedinte                                                                                         | funcție vacantă | 30 martie 2011     |
| Bolivia                    | Vicepreședinte                                                                                         | Álvaro García Linera | 22 ianuarie 2006   |
| Botswana                   | Vicepreședinte                                                                                         | Mokgweetsi Masisi | 12 noiembrie 2014  |
| Brazilia                   | Vicepreședinte                                                                                         | funcție vacantă | 31 august 2016     |
| Brazilia                   | Vicepreședinte                                                                                         | Michel Temer | 1 ianuarie 2011    |
| Bulgaria                   | Vicepreședintă                                                                                         | Margarita Popova | 22 ianuarie 2012   |
| Burundi                    | Primul vicepreședinte                                                                                  | Gaston Sindimwo | 20 august 2015     |
| Burundi                    | Al doilea vicepreședinte                                                                               | Joseph Butore | 20 august 2015     |
| China (vezi și : §2)       | Vicepreședinte                                                                                         | Li Yuanchao | 14 martie 2013     |
| Cipru                      | Vicepreședinte                                                                                         | funcție vacantă | iulie 1974         |
| Coasta de Fildeș           | Vicepreședinte                                                                                         | funcție vacantă | 6 noiembrie 2016   |
| Columbia                   | Vicepreședinte                                                                                         | Germán Vargas Lleras | 7 august 2014      |
| Comore                     | Vicepreședinți pentru insula Mohéli (succesivi)                                                        | Abdallah Said Sarouma (însărcinat cu Transporturile, Poșta și Telecomunicațiile și Tehnologia Informației și Comunicațiilor)        | 26 mai 2016        |
| Comore                     | Vicepreședinți pentru insula Mohéli (succesivi)                                                        | Fouad Mohadji (însărcinat cu Sănătatea, Solidaritatea, Coeziunea Socială și Promovarea de Gen)                                      | 30 mai 2011        |
| Comore                     | Vicepreședinți pentru insula Grand Comore (succesivi)                                                  | Djaffar Ahmed Said (însărcinat cu Economia, Planificarea, Industria, Meserile, Investitiile, Sectorul Privat și Afacerile funciare) | 26 mai 2016        |
| Comore                     | Vicepreședinți pentru insula Grand Comore (succesivi)                                                  | Mohamed Ali Soilihi (însărcinat cu Finanțele, Economia, Budgetul, Investițiile, Comerțul Exterior și Privatizarea)                  | 30 mai 2011        |
| Comore                     | Vicepreședinți pentru insula Anjouan (succesivi)                                                       | Moustadroine Abdou (însărcinat cu Agricultura, Pescuitul, Mediul, Amenajarea Teritoriului si Urbanismul)                            | 26 mai 2016        |
| Comore                     | Vicepreședinți pentru insula Anjouan (succesivi)                                                       | Nourdine Bourhane (însărcinat cu Planificarea Regională, Infrastructura, Planificarea urbană și Locuințele)                         | 30 mai 2011        |
| Coreeană, R.P.D.           | Vicepresedinte al Comisiei Afacerilor de Stat                                                          | Hwang Pyong-so | 26 iunie 2016      |
| Coreeană, R.P.D.           | Vicepresedinte al Comisiei Afacerilor de Stat                                                          | Choe Ryong Hae | 26 iunie 2016      |
| Coreeană, R.P.D.           | Vicepresedinte al Comisiei Afacerilor de Stat                                                          | Pak Pong Ju | 26 iunie 2016      |
| Coreeană, R.P.D.           | Prim Vicepresedinte al Comisiei Apărării Naționale                                                     | funcție înlocuită | 26 iunie 2016      |
| Coreeană, R.P.D.           | Prim Vicepresedinte al Comisiei Apărării Naționale                                                     | funcție vacantă | 6 noiembrie 2010   |
| Coreeană, R.P.D.           | Vicepresedinte al Comisiei Apărării Naționale                                                          | funcție înlocuită | 26 iunie 2016      |
| Coreeană, R.P.D.           | Vicepresedinte al Comisiei Apărării Naționale                                                          | funcție vacantă | aprilie 2012       |
| Coreeană, R.P.D.           | Vicepresedinte al Comisiei Apărării Naționale                                                          | funcție înlocuită | 26 iunie 2016      |
| Coreeană, R.P.D.           | Vicepresedinte al Comisiei Apărării Naționale                                                          | Hwang Pyong So | 28 septembrie 2014 |
| Coreeană, R.P.D.           | Vicepresedinte al Comisiei Apărării Naționale                                                          | funcție înlocuită | 26 iunie 2016      |
| Coreeană, R.P.D.           | Vicepresedinte al Comisiei Apărării Naționale                                                          | O Kuk Ryol | aprilie 2009       |
| Coreeană, R.P.D.           | Vicepresedinte al Comisiei Apărării Naționale                                                          | funcția înlocuită | 26 iunie 2016      |
| Coreeană, R.P.D.           | Vicepresedinte al Comisiei Apărării Naționale                                                          | Ri Yong Mu | aprilie 2009       |
| Coreeană, R.P.D.           | Vicepresedinte al Prezidiului Adunării Populare Supreme                                                | Kim Yong Dae | aprilie 2009       |
| Coreeană, R.P.D.           | Vicepresedinte al Prezidiului Adunării Populare Supreme                                                | Yang Hyong-sop | 5 septembrie 1998  |
| Coreeană, R.P.D.           | Vicepresedinte de onoare al Prezidiului Adunării Populare Supreme                                      | Choe Yong Rim | aprilie 2013       |
| Coreeană, R.P.D.           | Vicepresedinte de onoare al Prezidiului Adunării Populare Supreme                                      | Kim Yong Ju | septembrie 2003    |
| Costa Rica                 | Primul vicepreședinte                                                                                  | Helio Fallas Venegas | 8 mai 2014         |
| Costa Rica                 | Al doilea vicepreședinte                                                                               | Ana Helena Chacón Echeverría | 8 mai 2014         |
| Cuba                       | Prim vicepreședinte al Consiliului de Stat                                                             | Miguel Díaz-Canel | 24 februarie 2013  |
| Cuba                       | Vicepreședinte al Consilului de Stat                                                                   | Gladys María Bejerano Portela | 11 septembrie 2009 |
| Cuba                       | Vicepreședinte al Consilului de Stat                                                                   | Mercedes Lopez Acea | 24 februarie 2013  |
| Cuba                       | Vicepreședinte al Consilului de Stat                                                                   | Jose Ramon Machado Ventura | 24 februarie 2013  |
| Cuba                       | Vicepreședinte al Consilului de Stat                                                                   | Ramiro Valdes Menendez | 20 decembrie 2009  |
| Cuba                       | Vicepreședinte al Consilului de Stat                                                                   | Salvador Valdes Mesa | 24 februarie 2013  |
| Dominicană, Republica      | Vicepreședinte                                                                                         | Margarita Cedeño de Fernández | 16 august 2012     |
| Ecuador                    | Vicepreședinte                                                                                         | Jorge Glas | 24 mai 2013        |
| El Salvador                | Vicepreședinte                                                                                         | Óscar Ortiz | 1 iunie 2014       |
| Elveția                    | Vicepreședinte                                                                                         | Doris Leuthard | 1 ianuarie 2016    |
| Emiratele Arabe Unite      | Vicepreședinte                                                                                         | Mohammed bin Rashid Al Maktoum | 11 februarie 2006  |
| Filipine                   | Vicepresedinți (succesivi)                                                                             | Leni Robredo | 30 iunie 2016      |
| Filipine                   | Vicepresedinți (succesivi)                                                                             | Jejomar Binay | 30 iunie 2010      |
| Gambia                     | Vicepreședintă                                                                                         | Isatou Njie-Saidy | 20 martie 1997     |
| Ghana                      | Vicepreședinte                                                                                         | Kwesi Amissah-Arthur | 6 august 2012      |
| Guatemala                  | Vicepreședinți (succesivi)                                                                             | Jafeth Cabrera | 14 ianuarie 2016   |
| Guatemala                  | Vicepreședinți (succesivi)                                                                             | Juan Alfonso Fuentes Soria | 16 septembrie 2015 |
| Guineea Ecuatorială        | Vicepreședinte                                                                                         | Teodoro Nguema Obiang Mangue , | 22 iunie 2016      |
| Guineea Ecuatorială        | Prim vicepreședinte însărcinat cu afacerile economice și finaniare                                     | funcție înlocuită | 22 iunie 2016      |
| Guineea Ecuatorială        | Prim vicepreședinte însărcinat cu afacerile economice și finaniare                                     | Ignacio Milam Tang | 21 mai 2012        |
| Guineea Ecuatorială        | Vicepreședinte însărcinat cu apărarea națională și securitatea                                         | funcție înlocuită | 22 iunie 2016      |
| Guineea Ecuatorială        | Vicepreședinte însărcinat cu apărarea națională și securitatea                                         | Teodoro Nguema Obiang Mangue , | 22 mai 2012        |
| Guyana                     | Primul vicepreședinte                                                                                  | Moses Nagamootoo | 20 mai 2015        |
| Guyana                     | Al doilea vicepreședinte                                                                               | Khemraj Ramjattan | 20 mai 2015        |
| Guyana                     | Al treilea vicepreședinte                                                                              | Carl Greenidge | 20 mai 2015        |
| Guyana                     | Al patrulea vicepreședinte                                                                             | Sydney Allicock | 19 mai 2015        |
| Honduras                   | Primul vicepreședinte                                                                                  | Ricardo Antonio Alvarez Arias | 27 ianuarie 2014   |
| Honduras                   | A doua vicepreședintâ                                                                                  | Ana Rossana Guevara Pinto | 27 ianuarie 2014   |
| Honduras                   | Al treilea vicepreședintâ                                                                              | Lorena Enriqueta Herrera Estevez | 27 ianuarie 2014   |
| India                      | Vicepreședinte                                                                                         | Mohammad Hamid Ansari | 11 august 2007     |
| Indonezia                  | Vicepreședinte                                                                                         | Jusuf Kalla | 20 octombrie 2014  |
| Irak · (vezi și : §4)      | Vicepresedinte                                                                                         | Nouri al-Maliki | 10 octombrie 2016  |
| Irak · (vezi și : §4)      | Vicepresedinte                                                                                         | Osama al-Nujaifi | 10 octombrie 2016  |
| Irak · (vezi și : §4)      | Vicepresedinte                                                                                         | Ayad Allawi | 10 octombrie 2016  |
| Iran                       | Prim vicepreședinte                                                                                    | Eshaq Jahangiri | 4 august 2013      |
| Iran                       | Vicepreședinte pentru Afaceri Executive                                                                | Mohammad Shariatmadari | 8 octombrie 2013   |
| Iran                       | Vicepreședinte și Șeful Organizației pentru Plan și Buget                                              | Mohammad Bagher Nobakht | 10 noiembrie 2014  |
| Iran                       | Vicepreședinte pentru Management și Planificare                                                        | funcție înlocuită | 1 august 2016      |
| Iran                       | Vicepreședinte pentru Management și Planificare                                                        | Mohammad Bagher Nobakht , | 10 noiembrie 2014  |
| Iran                       | Vicepreședinte pentru Afaceri Legale și Parlamentare                                                   | Majid Ansari | 12 iulie 2016      |
| Iran                       | Vicepreședințte pentru Afaceri Legale                                                                  | funcție înlocuită | 12 iulie 2016      |
| Iran                       | Vicepreședințte pentru Afaceri Legale                                                                  | Elham Aminzadeh | 11 august 2013     |
| Iran                       | Vicepreședinți pentru Afaceri Parlamentare (succesivi)                                                 | Hossein-Ali Amiri | 12 iulie 2016      |
| Iran                       | Vicepreședinți pentru Afaceri Parlamentare (succesivi)                                                 | Majid Ansari , | 1 septembrie 2013  |
| Iran                       | Vicepreședinte pentru pentru Știință și Tehnologie și Președinte al Fundației pentru Elitele Naționale | Sorena Sattari | 4 octombrie 2013   |
| Iran                       | Vicepreședintă pentru Afacerile Femeilor și Familiei                                                   | Shahindokht Molaverdi | 8 octombrie 2013   |
| Iran                       | Vicepreședinți și Șefi ai Organizației pentru Moștenirea Culturală, Artizanat și Turism (succesivi)    | Zahra Ahmadipour | 6 noiembrie 2016   |
| Iran                       | Vicepreședinți și Șefi ai Organizației pentru Moștenirea Culturală, Artizanat și Turism (succesivi)    | Masoud Soltanifar | 1 februarie 2014   |
| Iran                       | Vicepreședinte și Șef al Organizației pentru Energia Atomică                                           | Ali Akbar Salehi | 16 august 2013     |
| Iran                       | Vicepreședinte și Șef al Fundației pentru Afacerile Martirilor și Veteranilor                          | Mohammad-Ali Shahidi | 15 septembrie 2013 |
| Iran                       | Vicepreședintă și Șefă a Organizației pentru Protecția Mediului                                        | Masoumeh Ebtekar | 10 septembrie 2013 |
| Iran                       | Vicepreședinte și Șef al Organizației Administrative și de Recrutare                                   | Jamshid Ansari | 2 august 2016      |
| Kenya                      | Președinte adjunct                                                                                     | William Ruto | 9 aprilie 2013     |
| Kiribati                   | Vicepreședinți (succesivi)                                                                             | Kourabi Nenem | 13 martie 2016     |
| Kiribati                   | Vicepreședinți (succesivi)                                                                             | Teima Onorio | 28 martie 2003     |
| Laos                       | Vicepresedinți (succesivi)                                                                             | Phankham Viphavan | 19 aprilie 2016    |
| Laos                       | Vicepresedinți (succesivi)                                                                             | Bounnhang Vorachith | 8 iunie 2006       |
| Liberia                    | Vicepreședinte                                                                                         | Joseph Boakai | 16 ianuarie 2006   |
| Libia · (vezi și : §5)     | Vicepreședinte al Consiliului Prezidențial                                                             | Musa Al-Koni (corevendicator ȋncepȃnd cu 12 martie 2016)                                                                            | 12 martie 2016     |
| Libia · (vezi și : §5)     | Vicepreședinte al Consiliului Prezidențial                                                             | Fathi Al-Majbari , (corevendicator ȋncepȃnd cu 12 martie 2016)                                                                      | 12 martie 2016     |
| Libia · (vezi și : §5)     | Vicepreședinte al Consiliului Prezidențial                                                             | Abdulsalam Kajman , (corevendicator ȋncepȃnd cu 12 martie 2016)                                                                     | 12 martie 2016     |
| Libia · (vezi și : §5)     | Vicepreședinte al Consiliului Prezidențial                                                             | Ahmed Maiteeq , (corevendicator ȋncepȃnd cu 12 m artie 2016) \|\| 12 martie 2016                                                    |                    |
| Libia · (vezi și : §5)     | Vicepreședinte al Consiliului Prezidențial                                                             | Ali Faraj Qatrani , (corevendicator ȋncepȃnd cu 12 martie 2016)                                                                     | 12 martie 2016     |
| Libia · (vezi și : §5)     | Președinte Adjunct al Camerei Reprezentanțlor                                                          | Imhemed Shaib , (corevendicator ȋncepȃnd cu august 2014)                                                                            | 5 august 2014      |
| Libia · (vezi și : §5)     | Președinte Adjunct al Camerei Reprezentanțlor                                                          | Ahmed Huma , (corevendicator din august 2014)                                                                                       | 5 august 2014      |
| Malawi                     | Vicepreședinte                                                                                         | Saulos Chilima | 31 mai 2014        |
| Maldive                    | Vicepreședinți (succesivi)                                                                             | Abdulla Jihad | 22 iunie 2016      |
| Maldive                    | Vicepreședinți (succesivi)                                                                             | Ahmed Adeeb | 22 iulie 2015      |
| Mauritius                  | Vicepreședinți (succesivi)                                                                             | Barlen Vyapoory | 29 martie 2016     |
| Mauritius                  | Vicepreședinți (succesivi)                                                                             | Monique Ohsan Bellepeau | 12 noiembrie 2010  |
| Micronezia                 | Vicepreședinte                                                                                         | Yosiwo George | 11 mai 2015        |
| Namibia                    | Vicepreședinte                                                                                         | Nickey Iyambo | 21 martie 2015     |
| Nepal                      | Vicepresedinte                                                                                         | Nanda Kishor Pun | 31 octombrie 2015  |
| Nicaragua                  | Vicepreședinte                                                                                         | Moises Omar Halleslevens Acevedo | 10 ianuarie 2012   |
| Nigeria                    | Vicepreședinte                                                                                         | Yemi Osinbajo | 29 mai 2015        |
| Palau                      | Vicepreședinte                                                                                         | Antonio Bells | 17 ianuarie 2013   |
| Panama                     | Vicepreședintă                                                                                         | Isabel Saint Malo | 1 iulie 2014       |
| Paraguay                   | Vicepreședinte                                                                                         | Juan Afara | 15 august 2013     |
| Peru                       | Primul vicepreședinte (succesivi)                                                                      | Martín Vizcarra | 28 iulie 2016      |
| Peru                       | Primul vicepreședinte (succesivi)                                                                      | Marisol Espinoza Cruz | 28 iulie 2011      |
| Peru                       | Al doilea vicepreședinte                                                                               | Mercedes Aráoz | 26 iulie 2016      |
| Peru                       | Al doilea vicepreședinte                                                                               | funcție vacantă | 16 ianuarie 2012   |
| Samoa                      | Membru în Consiliul Deputaților                                                                        | Va'aletoa Sualauvi II | 2004               |
| Samoa                      | Membru în Consiliul Deputaților                                                                        | Tuiloma Pule Lameko | 28 ianuarie 2016   |
| Samoa                      | Membru în Consiliul Deputaților                                                                        | funcție vacantă | 2007               |
| Samoa                      | Membru în Consiliul Deputaților                                                                        | Le Mamea Ropati | 28 ianuarie 2016   |
| Samoa                      | Membru în Consiliul Deputaților                                                                        | funcție vacantă | 2006               |
| Seychelles                 | Vicepreședinți (succesivi)                                                                             | Vincent Meriton | 28 octombrie 2016  |
| Seychelles                 | Vicepreședinți (succesivi)                                                                             | funcție vacantă | 16 octombrie 2016  |
| Seychelles                 | Vicepreședinți (succesivi)                                                                             | Danny Faure | 1 iulie 2010       |
| Sierra Leone               | Vicepreședinte                                                                                         | Victor Bockarie Foh | 19 martie 2015     |
| Siria · (vezi și : §5)     | Vicepreședintă                                                                                         | Najah al-Attar | 23 martie 2006     |
| Statele Unite ale Americii | Vicepreședinte                                                                                         | Joe Biden | 20 ianuarie 2009   |
| Sudan                      | Primul vicepresedinte                                                                                  | Bakri Hassan Saleh | 8 decembrie 2013   |
| Sudan                      | Al doilea vicepresedinte                                                                               | Hassabu Mohamed Abdalrahman | 7 decembrie 2013   |
| Sudanul de Sud             | Primul vicepreședinte (succesivi)                                                                      | Taban Deng Gai | 23 iulie 2016      |
| Sudanul de Sud             | Primul vicepreședinte (succesivi)                                                                      | Riek Machar | 26 aprilie 2016    |
| Sudanul de Sud             | Vicepreședinte                                                                                         | James Wani Igga | 25 august 2013     |
| Surinam                    | Vicepreședinte                                                                                         | Ashwin Adhin | 1 februarie 2015   |
| Tanzania · (vezi și : §4)  | Vicepreședintă                                                                                         | Samia Suluhu | 5 noiembrie 2015   |
| Uganda                     | Vicepresedinte                                                                                         | Edward Ssekandi | 24 mai 2011        |
| Uruguay                    | Vicepreședinte                                                                                         | Raúl Fernando Sendic Rodríguez | 1 martie 2015      |
| Venezuela                  | Vicepreședinți executivi (succesivi)                                                                   | Aristóbulo Istúriz | 6 ianuarie 2016    |
| Venezuela                  | Vicepreședinți executivi (succesivi)                                                                   | Jorge Arreaza | 19 aprilie 2013    |
| Vietnam                    | Vicepreședinte (succesive)                                                                             | Đặng Thị Ngọc Thịnh | 8 aprilie 2016     |
| Vietnam                    | Vicepreședinte (succesive)                                                                             | Nguyễn Thị Doan | 25 iulie 2007      |
| Yemen · (vezi și : §5)     | Vicepreședinți (succesivi)                                                                             | Ali Mohsen al-Ahmar (corevendicator ȋncepȃnd cu 4 aprilie 2016)                                                                     | 4 aprilie 2016     |
| Yemen · (vezi și : §5)     | Vicepreședinți (succesivi)                                                                             | Khaled Bahah (corevendicator din aprilie 2015 pȃnǎ ȋn 4 aprilie 2016)                                                               | 13 aprilie 2015    |
| Zambia                     | Vicepreședintă                                                                                         | Inonge Wina | 26 ianuarie 2015   |
| Zimbabwe                   | Vicepreședinte                                                                                         | Emmerson Mnangagwa | 12 decembrie 2014  |
| Zimbabwe                   | Vicepreședinte                                                                                         | Phelekezela Mphoko | 12 decembrie 2014  |

## State independente recunoscute parțial
| Statul și statutul | Separat din | Funcția                    | Numele         | Începând cu        |
| ------------------ | ----------- | -------------------------- | -------------- | ------------------ |
| Abhazia            | Georgia     | Vicepreședinte             | Vitali Gabnia  | 25 septembrie 2014 |
| Taiwan             | China       | Vicepreședințî (succesivi) | Chen Chien-jen | 20 mai 2016        |
| Taiwan             | China       | Vicepreședințî (succesivi) | Wu Den-yih     | 20 mai 2012        |

## State independente nerecunoscute
| Statul și statutul | Separat din | Funcția        | Numele             | Începând cu   |
| ------------------ | ----------- | -------------- | ------------------ | ------------- |
| Somaliland         | Somalia     | Vicepreședinte | Abdirahman Saylici | 27 iulie 2010 |

## Teritorii nesuverane
| Teritoriu              | Suveranitate      | Funcția                         | Numele                             | Începând cu       |
| ---------------------- | ----------------- | ------------------------------- | ---------------------------------- | ----------------- |
| Bougainville, Insulele | Papua Noua Guinee | Vicepreședinte                  | Patrick Nisira                     | 10 iunie 2010     |
| , Galmudug             | Somalia           | Vicepreședinte                  | Mohamed Hashi Abdi                 | 4 iulie 2015      |
|                        | Somalia           | Vicepreședinte                  | Ali Abdullahi Hussein              | 17 octombrie 2016 |
| Jubaland               | Somalia           | Prim vicepreședinți (succesivi) | Mahmoud Sayid Adan                 | 15 mai 2016       |
| Jubaland               | Somalia           | Prim vicepreședinți (succesivi) | Abdulahi Sheik Ismael Fara-Tag     | 16 august 2015 ?  |
| Jubaland               | Somalia           | Al doilea vicepreședinte        | Abdulkadir Haji Mohamed Luga-Dhere | 16 august 2015 ?  |
| Kurdistanul Irakian    | Irak              | Vicepreședinte                  | Kosrat Rasul Ali                   | 14 iunie 2005     |
| Puntland               | Somalia           | Vicepreședinte                  | Abdihakim Amey                     | 8 ianuarie 2014   |
| Zanzibar, Arhipelagul  | Tanzania          | Vicepreședinte                  | Seif Sharif Hamad                  | 9 noiembrie 2010  |
| Zanzibar, Arhipelagul  | Tanzania          | Vicepreședinte                  | Seif Ali Iddi                      | noiembrie 2010    |

## Guverne în exil și / sau alterantive
| Entitate                                              | Suveranitate și statut                                                                                                 | Funcția                                                                                            | Numele                                                                               | Începând cu    |
| ----------------------------------------------------- | --- | -------------------------------------------------------------------------------------------------- | ------------------------------------------------------------------------------------ | -------------- |
| Republica Autonemă Abhazia                            | Georgia · Abhazia · Guvernul Republicii Autoneme Abhazia                                                               | Președinte adjunct al Consliului Suprem                                                            | Tamaz Khubua                                                                         | aprilie 2009   |
| Khatumo                                               | Somalia · (Stat autonom nerecunoscut în cadrul Somaliei)                                                               | Vicepreședinte                                                                                     | Abdallah Haybe Agalule                                                               | \              |
| Libia                                                 | ' Guvernul Provizoriu (al Camerei Reprezentanților) (Guvern alternativ instituit de Camera Reprezentanților din Libia) | Președinte Adjunct ai Camerei Reprezentanțlor                                                      | Imhemed Shaib , (corevendicator ȋncepȃnd cu august 2014)                             | 5 august 2014  |
| Libia                                                 | ' Guvernul Provizoriu (al Camerei Reprezentanților) (Guvern alternativ instituit de Camera Reprezentanților din Libia) | Președinte Adjunct ai Camerei Reprezentanțlor                                                      | Ahmed Huma , ref name="lyvcr6"/> (corevendicator ȋncepȃnd cu august 2014)            | 5 august 2014  |
| Libia                                                 | Guvernul Salvării Naționale (guvern alternativ sub controlul Noului Congres Național General al Libiei)                | guvern autodizolvat                                                                                |                                                                                      | 5 aprilie 2016 |
| Libia                                                 | Guvernul Salvării Naționale (guvern alternativ sub controlul Noului Congres Național General al Libiei)                | Primul Președinte Adjunct al Noului Noului Congres Național General                                | Mohammad Awad Abdul-Sadiq (corevendicator din februarie 2015 până în 5 aprilie 2016) | februarie 2015 |
| Libia                                                 | Guvernul Salvării Naționale (guvern alternativ sub controlul Noului Congres Național General al Libiei)                | Al doilea Președinte Adjunct al Noului Congres Național General                                    | Saleh Makzoon , (corevendicator din 2016 până în 5 aprilie 2016)                     | februarie 2015 |
| Guvernul Interimar al Siriei                          | Siria · (Guvern alternativ al opoziției siriene)                                                                       | Vicepreședințî ai Coaliției Naționale a Forțelor de Opoziție și a Revoluției din Siria (succesivi) | Mouaffaq Nyrabia                                                                     | 5 martie 2016  |
| Guvernul Interimar al Siriei                          | Hisham Ibrahim Marwah                                                                                                  | Vicepreședințî ai Coaliției Naționale a Forțelor de Opoziție și a Revoluției din Siria (succesivi) | 5 ianuarie 2015                                                                      |                |
| Guvernul Interimar al Siriei                          | Vicepreședințî ai Coaliției Naționale a Forțelor de Opoziție și a Revoluției din Siria (succesivi)                     | Abdul Hakim Bashar                                                                                 | 5 martie 2016                                                                        |                |
| Guvernul Interimar al Siriei                          | Vicepreședințî ai Coaliției Naționale a Forțelor de Opoziție și a Revoluției din Siria (succesivi)                     | Naghm Al Ghadri                                                                                    | 5 ianuarie 2015                                                                      |                |
| Guvernul Interimar al Siriei                          | Vicepreședințî ai Coaliției Naționale a Forțelor de Opoziție și a Revoluției din Siria                                 | Samira al-Masalma                                                                                  | 5 martie 2016                                                                        |                |
| Guvernul Interimar al Siriei                          | Vicepreședințî ai Coaliției Naționale a Forțelor de Opoziție și a Revoluției din Siria                                 | Noura al-Ameer                                                                                     | 5 ianuarie 2015                                                                      |                |
| Guvernul Salvǎrii Naționale al Yemenului              | Yemen · (Guvern alternativ al Consiliului Politic Suprem)                                                              | Președinte Adjunct al Consiliului Politic Suprem                                                   | Qassem Labozah (corevendicator ȋncepȃnd cu 14 august 2016)                           | 14 august 2016 |
| Guvernul Comitetului Revoluționar Suprem al Yemenului | Yemen · (Guvernul alternativ al Comitetului Revoluționar Suprem al Yemenului)                                          | administrație transformatǎ ȋn Guvernul Salvǎrii Naționale                                          |                                                                                      | 14 august 2016 |
| Guvernul Comitetului Revoluționar Suprem al Yemenului | Yemen · (Guvernul alternativ al Comitetului Revoluționar Suprem al Yemenului)                                          | Președinte Adjunct al Consiliului Revoluționar Suprem                                              | Naef Ahmed al-Qanis (corevendicator din aprilie 2015 până în14 august 2016)          | aprilie 2015   |